# ویلیام بی. دیویدسون
ویلیام بی. دیویدسون (انگلیسی: William B. Davidson; ۱۶ ژوئن ۱۸۸۸ – ۲۸ سپتامبر ۱۹۴۷) هنرپیشه اهل اایالات متحده آمریکا بود.

## فیلم‌شناسی
- کودکی برای فروش (۱۹۲۰)
- هیچ‌کس (۱۹۲۱)
- جنتلمنی از پاریس (۱۹۲۷)
- فرشته‌های جهنم (۱۹۳۰)
- برای اثبات بی‌گناهی (۱۹۳۰)
- مهمان سیزدهم (۱۹۳۲)
- به‌طور کامل (۱۹۳۰)
- توفند (۱۹۳۷)
- راه بازگشت (۱۹۳۷)
- لیلیان راسل (۱۹۴۰)
- عشق من بازگشت (۱۹۴۰)
- فلوریان (۱۹۴۰)
- حیوان نر (۱۹۴۲)
- در این زندگی ما (۱۹۴۲)
- احمق آمریکایی خوش‌تیپ (۱۹۴۲) as Stage Manager in N.Y. (uncredited)
- دختر کشاورز (۱۹۴۷)